# دنيس هولت
دنيس هولت (بالإنجليزية: Dennis Holt)‏ هو لغوي أمريكي، ولد في 6 أكتوبر 1942 في هوليوود في الولايات المتحدة.